# Hochsauerlandkreis
Der Hochsauerlandkreis ist ein Kreis im Südosten von Nordrhein-Westfalen im Sauerland und bezogen auf die Fläche der größte des Landes. Kreisstadt und Verwaltungssitz ist die Stadt Meschede, die vor Gründung des Hochsauerlandkreises schon Kreisstadt des Kreises Meschede war.

## Geografie

### Lage
Der Kreis wird von der Ruhr und Lenne durchflossen, die beide bei Winterberg entspringen.
Die höchste Erhebung des Hochsauerlandkreises und gleichzeitig die höchste Erhebung des Landes Nordrhein-Westfalen ist der Langenberg mit 843,2 m ü. NN, der niedrigste Punkt im Kreis liegt an der Ruhr in Arnsberg-Voßwinkel bei Haus Füchten mit 146 m ü. NN.

### Nachbarkreise
Der Hochsauerlandkreis grenzt im Uhrzeigersinn, im Nordwesten beginnend, an die Kreise Soest, Paderborn und Höxter (alle in Nordrhein-Westfalen), an den Landkreis Waldeck-Frankenberg (in Hessen) sowie an die Kreise Siegen-Wittgenstein, Olpe und Märkischer Kreis (alle wiederum in Nordrhein-Westfalen).

## Geschichte
Die Geschichte des Gebietes des heutigen Kreises vor der kommunalen Neugliederung ist eingebettet in die Geschichte des Sauerlandes, der Grafschaft Arnsberg, des Herzogtum Westfalens sowie des Wittgensteiner Landes.
Der Hochsauerlandkreis wurde, in seiner heutigen Form am 1. Januar 1975, auf der Grundlage des Sauerland/Paderborn-Gesetzes gebildet. Vorher war dieser Bereich in die Kreise Arnsberg, Meschede und Brilon unterteilt. Bei der Neugliederung gab der Altkreis Arnsberg Warstein an den Kreis Soest und Balve sowie Asbeck an den Märkischen Kreis ab. Das Amt Serkenrode wurde bereits im Jahr 1969 vom Altkreis Meschede an den Kreis Olpe abgegeben.
An den neugebildeten Hochsauerlandkreis fielen vom Kreis Wittgenstein die Höhendörfer Neuastenberg („das große Dorf“), Mollseifen, Langewiese sowie die Siedlung Hoheleye, welche alle drei an die Stadt Winterberg abgegeben wurden. Der Altkreis Büren gab die Ortschaften Essentho, Meerhof, Oesdorf und Westheim an die Stadt Marsberg ab.

## Einwohnerentwicklung
| Jahr | Einwohner |
| ---- | --------- |
| 1975 | 269.748   |
| 1980 | 267.979   |
| 1985 | 260.684   |
| 1990 | 268.627   |
| 1995 | 283.857   |
| 2000 | 281.830   |
| 2005 | 277.219   |
| 2010 | 267.601   |
| 2015 | 263.762   |
| 2020 | 259.030   |
| 2022 | 261.647   |

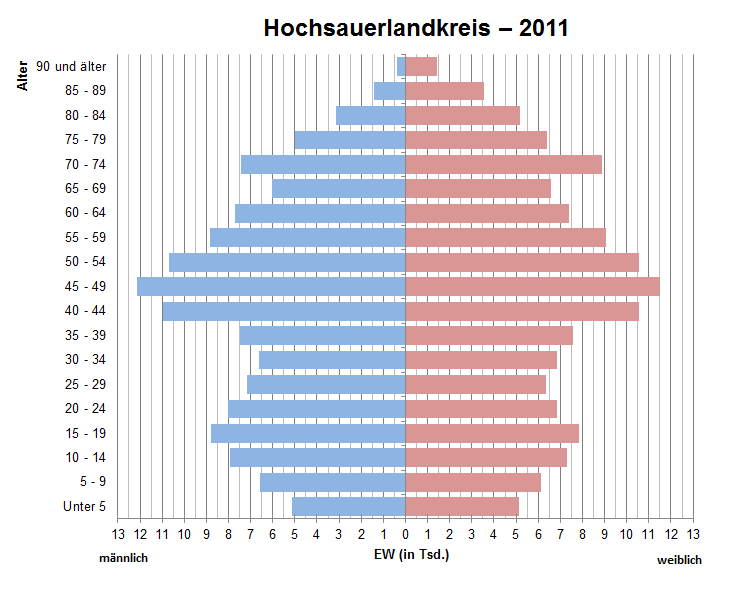
Bevölkerungspyramide für den Hochsauerlandkreis (Datenquelle: Zensus 2011)

Laut Prognose des IT.NRW, aus dem Jahre 2015, geht der Rückgang der Bevölkerung unvermindert weiter. So sagt die Prognose zwischen 2014 und 2040 einen weiteren Bevölkerungsverlust von 16 % voraus.
Für den gleichen Zeitraum prognostiziert das IT.NRW jedoch auch aufgrund des demographischen Wandels (Altenquote) einen deutlicheren Rückgang der Erwerbspersonen um 27,4 Prozent (von 136.400 auf 99.700, mithin −36.700).
Die Religionszugehörigkeit ist im Wandel und verändert sich rasant. Die Anzahl der Protestanten und vor allem die der Katholiken ist weniger geworden zwischen 2011 und 2022.

## Politik

### Kreistag
Das Ergebnis der Kommunalwahl am 13. September 2020 führte zu folgender Sitzverteilung im Kreistag:
- DIE LINKE.: 1
- GRÜNE: 7
- SPD: 12
- SBL: 2
- FW HSK: 1
- FDP: 3
- CDU: 26
- AfD: 2

SBL: Sauerländer Bürgerliste, FW HSK: Freie Wähler Hochsauerland
FW HSK und DIE LINKE haben zum 1. Januar 2021 eine gemeinsame Kreistagsfraktion „Freie Wähler und LINKE“ gegründet.
 Kreistagswahlen von 1975 bis 2014 
| Jahr | CDU    | SPD    | GRÜNE  | FDP   | DIE LINKE. | Bürger-liste | PIRATEN | FW    | AfD   |
| ---- | ------ | ------ | ------ | ----- | ---------- | ------------ | ------- | ----- | ----- |
| 1975 | 61,9 % | 32,7 % |        | 4,4 % |            |              |         |       |       |
| 1979 | 60,7 % | 34,1 % |        | 5,2 % |            |              |         |       |       |
| 1984 | 56,4 % | 32,4 % | 7,3 %  | 4,0 % |            |              |         |       |       |
| 1989 | 50,8 % | 36,0 % | 6,2 %  | 5,5 % |            | 1,5 %        |         |       |       |
| 1994 | 53,5 % | 35,6 % | 7,0 %  | 3,9 % |            |              |         |       |       |
| 1999 | 61,7 % | 29,5 % | 4,2 %  | 4,6 % |            |              |         |       |       |
| 2004 | 59,7 % | 26,1 % | 6,6 %  | 7,6 % |            |              |         |       |       |
| 2009 | 52,7 % | 25,3 % | 6,7 %  | 9,9 % | 3,1 %      | 2,3 %        | –       | –     | –     |
| 2014 | 52,3 % | 27,3 % | 6,8 %  | 5,1 % | 3,2 %      | 3,0 %        | 2,2 %   | –     | –     |
| 2020 | 48,3 % | 21,2 % | 13,6 % | 6,1 % | 2,0 %      | 3,0 %        | –       | 2,1 % | 3,7 % |

Anmerkung:
- Die Bürgerliste 1989 war eine Bürgerliste in der Stadt Hallenberg
- Die Bürgerliste 2009 entstand im Jahre 2006 bei einer Abspaltung von zwei Kreistagsmitgliedern aus der Fraktion Bündnis 90/Die Grünen. Es gründete sich die Wählervereinigung Sauerländer Bürgerliste (SBL).
- Zur Kommunalwahl 2020 sind FW und SBL nicht mehr als gemeinsame Liste zur Wahl angetreten.

Quelle:
- Handbuch des Kreistages für die 8. Wahlperiode, Stand 04/09, Seite 191
- Ergebnisse Kreistagswahl 2014

### Landräte
- 1975–1991: Rolf Füllgräbe (CDU)
- 1991–2005: Franz-Josef Leikop (CDU) (ab 1. Mai 1995 hauptamtlich)
- seit 2005: Karl Schneider (CDU)

### Oberkreisdirektoren
- 1975–1987: Adalbert Müllmann
- 1987–1995: Egon Mühr

### Parlamentarische Vertretungen
Der Hochsauerlandkreis wird im Bundestag und im Landtag NRW vertreten durch:
- Bundestagsabgeordneter Direktmandat 2025: Friedrich Merz (CDU)
- Bundestagsabgeordneter Landesliste 2025: Dirk Wiese (SPD)
- Bundestagsabgeordneter Landesliste 2025: Sandra Stein (Grüne)
- Bundestagsabgeordneter Landesliste 2025: Otto Strauß (AfD)
- Landtagsabgeordneter: Klaus Kaiser (CDU)
- Landtagsabgeordneter: Matthias Kerkhoff (CDU)

### Wappen, Flagge und Banner

Hissflagge
Banner

Der Hochsauerlandkreis führt ein Wappen sowie eine Hissflagge und ein Banner.
| Wappen des Hochsauerlandkreises | Blasonierung: „In Rot ein silberner (weißer) Adler mit eingelegtem silbernen (weißen) Herzschild, belegt mit einem durchgehenden schwarzen Kreuz.“ |
| Wappen des Hochsauerlandkreises | Wappenbegründung: Der Hochsauerlandkreis umfasst Gebiete der ehemaligen Territorien der Grafschaft Arnsberg und des Herzogtums Westfalen. Dementsprechend wurden die beiden Wappenbilder im Kreiswappen vereinigt: der Arnsberger Adler in den ursprünglichen Farben Rot und Silber und das kurkölnische Kreuz der Kurfürsten von Köln. Das Wappen entspricht dem des aufgelösten Kreises Arnsberg, das erstmals am 31. Oktober 1963 verliehen wurde. Die Bestätigung für den neuen Kreis erfolgte am 31. Oktober 1975. |

### Ehrenring des Hochsauerlandkreises
Seit 1975 wurde folgenden Personen der Ehrenring des Hochsauerlandkreises verliehen:
- Rolf Füllgräbe (* 8. April 1929, † 23. November 2008), ehemaliger Landrat des Hochsauerlandkreises
- Konrad Heutger (†), ehemaliger SPD-Fraktionsvorsitzender im Kreistag des Hochsauerlandkreises
- Egon Mühr (* 15. Dezember 1933, † 11. Januar 2008), ehemaliger Oberkreisdirektor des Hochsauerlandkreises
- Willi Gerlach (†), ehemaliger stellvertretender Landrat des Hochsauerlandkreises
- Ewald Franzmann (* 26. Juni 1929, † 27. Januar 2010), ehemaliger CDU-Fraktionsvorsitzender im Kreistag des Hochsauerlandkreises
- Franz-Josef Leikop, ehemaliger Landrat des Hochsauerlandkreises

## Kreisgliederung

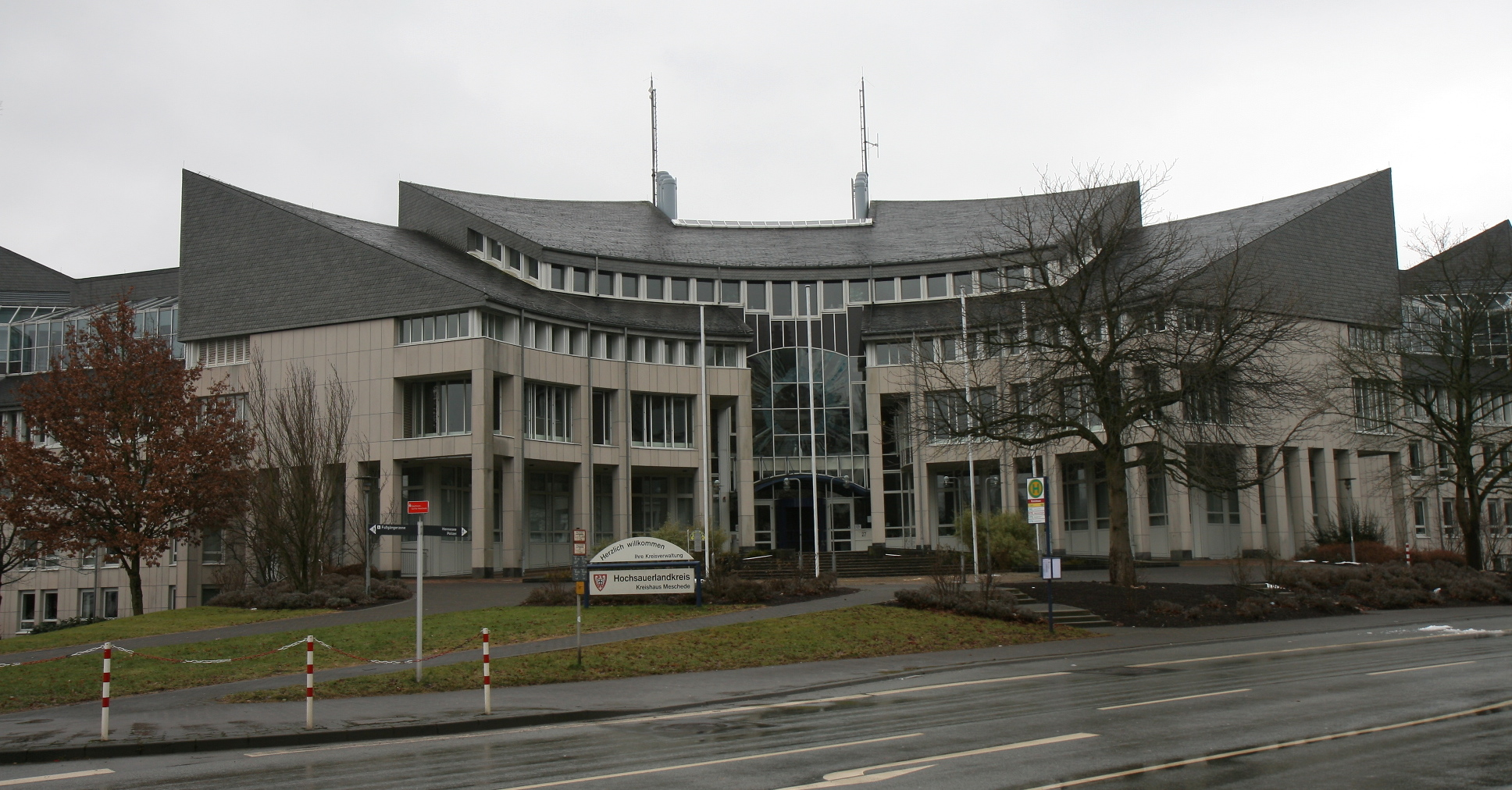
Kreishaus in Meschede (2009)

Der Hochsauerlandkreis setzt sich aus zwölf Gemeinden zusammen. Zehn führen den Titel „Stadt“. Von diesen zehn sind die vier Städte Brilon, Meschede, Schmallenberg und Sundern (Sauerland) mittlere kreisangehörige Städte, da ihre Einwohnerzahlen jeweils zwischen 25.000 und 60.000 liegen. Die Stadt Arnsberg ist große kreisangehörige Stadt, da ihre Einwohnerzahl über 60.000 liegt.
Die folgende Liste zählt die zwölf Städte und Gemeinden des Hochsauerlandkreises alphabetisch mit amtlichen Namen und – in Klammern – den Einwohnerzahlen vom 31. Dezember 2024 auf.
| Name                | Einwohner | Fläche      | Einw./km² | Status                         | AGS        |
| ------------------- | --------- | ----------- | --------- | ------------------------------ | ---------- |
| Arnsberg            | 074.879   | 0193.72 km² | 387       | große kreisangehörige Stadt    | 05 958 004 |
| Bestwig             | 010.147   | 0069.46 km² | 146       | kreisangehörige Gemeinde       | 05 958 008 |
| Brilon              | 025.424   | 0229.16 km² | 111       | mittlere kreisangehörige Stadt | 05 958 012 |
| Eslohe (Sauerland)  | 00.8717   | 0113.36 km² | 077       | kreisangehörige Gemeinde       | 05 958 016 |
| Hallenberg          | 00.4367   | 0065.35 km² | 067       | kreisangehörige Stadt          | 05 958 020 |
| Marsberg            | 019.555   | 0182.22 km² | 107       | kreisangehörige Stadt          | 05 958 024 |
| Medebach            | 00.7906   | 0126.05 km² | 063       | kreisangehörige Stadt          | 05 958 028 |
| Meschede            | 029.615   | 0218.52 km² | 136       | mittlere kreisangehörige Stadt | 05 958 032 |
| Olsberg             | 014.700   | 0118.00 km² | 125       | kreisangehörige Stadt          | 05 958 036 |
| Schmallenberg       | 024.711   | 0303.10 km² | 082       | mittlere kreisangehörige Stadt | 05 958 040 |
| Sundern (Sauerland) | 027.654   | 0193.27 km² | 143       | mittlere kreisangehörige Stadt | 05 958 044 |
| Winterberg          | 013.168   | 0147.95 km² | 089       | kreisangehörige Stadt          | 05 958 048 |
|                     | 260.843   | 1960.16 km² | 133       | Hochsauerlandkreis             | 05 958     |

(Einwohnerzahlen vom 31. Dezember 2024)

## Natur und Umwelt
Die im Hochsauerlandkreis vorhandene Natur weist eine große Vielfalt auf. Dabei finden sich viele schutzwürdige Gebiete mit seltenen Pflanzen und Tieren. Viele Arten weisen hier einen Verbreitungsschwerpunkt in Nordrhein-Westfalen auf. Zu diesen Arten gehören z. B. der Schwarzstorch, der Uhu, der Raubwürger und das Braunkehlchen. Dies führte zur Ausweisung einer Vielzahl von unterschiedlich großen Schutzgebieten.
Es gibt im Hochsauerlandkreis insgesamt 177 Naturschutzgebiete mit einer Gesamtfläche von ca. 7.800 ha. Ferner sind 55 FFH-Gebiete mit einer Fläche von ca. 30.000 ha durch das Land NRW an die Europäische Union gemeldet worden, wobei die meisten größeren Naturschutzgebiete auch Bestandteil von meist noch größeren FFH-Gebieten sind. Zwei Vogelschutzgebiete liegen ganz und zwei weitere zum Teil im Hochsauerlandkreis, darunter das Europäische Vogelschutzgebiet Medebacher Bucht. Auch bei den Vogelschutzgebieten gibt es Überschneidungen mit Naturschutzgebieten und FFH-Gebieten. Weitere schutzwürdige Biotope sind z. B. als Naturdenkmale ausgewiesen.
Der Hochsauerlandkreis ist einer von sehr wenigen Kreisen in NRW, die für das ganze Kreisgebiet Landschaftspläne aufgestellt haben. Inzwischen befinden sich die Landschaftspläne Sundern und Arnsberg bereits wieder in einer Überarbeitung.

## Wirtschaft

### Land- und Forstwirtschaft
Seit dem systematischen Anbaubeginn von Weihnachtsbäumen in den 1980er Jahren hat sich das Sauerland mit 18.000 ha Weihnachtsbaumkulturen zum größten Anbaugebiet in Europa entwickelt. 1990 betrug die Anbaufläche noch 3.000 ha. Zuletzt kamen nach dem Orkan Kyrill 2007 3.000 ha Anbaufläche dazu. Der größte Teil dieser Flächen befindet sich im Hochsauerland.

### Sonstige Wirtschaft
Die Wirtschaft im Kreis ist stark mittelständisch geprägt. Die Zahl der Beschäftigten im produzierenden Gewerbe ist mit 44 % deutlich höher als im Landesdurchschnitt. Inzwischen ist der Dienstleistungssektor mit 55 % der größte Wirtschaftsbereich. War die Arbeitslosenquote in den 1980er Jahren noch eine der höchsten in NRW, ist sie heute mit 6 % eine der niedrigsten.
Die Industrie- und Handelskammer Arnsberg, Hellweg-Sauerland und die Handwerkskammer Südwestfalen haben ihren Sitz in Arnsberg. Zum Kammerbezirk gehören neben dem Hochsauerlandkreis, der Märkische Kreis, der Kreis Olpe und der Kreis Siegen-Wittgenstein.
Mehrere Hidden Champions haben ihren Sitz im Hochsauerlandkreis. Dazu gehörten unter anderem die Firmen Burgbad, KettenWulf, Oventrop, Ritzenhoff, Tital, Trilux, Umarex und Wepa. Die Schwerpunkte der ansässigen Firmen liegen im Maschinenbau, im Automotive-Sektor, in der Lichttechnik, im Textilbereich beziehungsweise bei den Werkstofftechnologien. Zu den bekannteren, beziehungsweise größeren Firmen im Hochsauerlandkreis gehören außerdem Borbet, Brökelmann, Jäger und Busse, Centrotec, Falke, Honsel, Hoppecke, Interprint, Olsberger Hütte, Severin und Veltins. Des Weiteren befindet sich in Arnsberg ein Zentrum der Leuchtenindustrie und in Schmallenberg ein Zentrum der Sauerländer Textilindustrie.
Der Hochsauerlandkreis richtete mit den Kreisen Olpe, Siegen-Wittgenstein, Soest und dem Märkischen Kreis die Regionale 2013 aus.

## Medien
Die wichtigsten Tageszeitungen im Hochsauerlandkreis sind die Westfalenpost und die Westfälische Rundschau. Die Zeitungen, die beide zur Funke Mediengruppe gehören, unterhalten in den meisten Gemeinden ein Redaktionsbüro oder eine Geschäftsstelle. Darüber hinaus erscheint kostenlos, in vielen Gemeinden, mittwochs und sonntags der Sauerlandkurier und in mehreren Gemeinden im östlichen Kreisgebiet mittwochs der Briloner Anzeiger sowie samstags der Diemelbote in Marsberg und Umgebung. Ebenfalls mittwochs erscheint in Arnsberg und Sundern der Wochenanzeiger.
Der gesamte Hochsauerlandkreis ist Sendegebiet von Radio Sauerland. Der lokale Radiosender hat seinen Sitz in Meschede. Das für den Hochsauerlandkreis zuständige Fernseh- und Hörfunkstudio des Westdeutschen Rundfunks ist das WDR-Studio Siegen. Ein Regionalbüro des Senders befindet sich in Arnsberg.

## Verkehr

### Eisenbahn
Den Hochsauerlandkreis durchzieht seit 1870 die Obere Ruhrtalbahn Hagen–Arnsberg–Meschede–Olsberg-Marsberg-Warburg der Bergisch-Märkischen Eisenbahn-Gesellschaft. Die lange Verzögerung zwischen Planung und Bau der Strecke war einer der Gründe für das wirtschaftliche Zurückbleiben der Region hinter den früh erschlossenen Nachbargebieten. Umgekehrt bedeutete die Eröffnung der Bahn einen wirtschaftlichen Impuls, insbesondere für den Westen des heutigen Hochsauerlandkreises. Die Strecke hat eine zentrale Bedeutung für den schienengebundenen Personen- und Güterverkehr des Hochsauerlandkreises.
Von der Hauptstrecke gingen Zweigbahnen ab, die um die Jahrhundertwende durch die Preußische Staatsbahn erbaut worden sind, um die verkehrstechnisch bislang schlecht erreichbaren Nebentäler der Ruhr und des Berglandes zu erschließen:
- 1900/01: von Brilon Wald nach Brilon Stadt und weiter in Richtung Büren (Almetalbahn)
- 1902/08: von Nuttlar über Winterberg weiter ins hessische Edertal. (Bahnstrecke Nuttlar–Frankenberg)
- 1911: von Wennemen nach Finnentrop an der Ruhr-Sieg-Strecke mit einer Abzweigung in Wenholthausen nach Fredeburg (heute: Bad Fredeburg), dort war bereits 1889 die Verbindung nach Altenhundem im Kreis Olpe vorhanden.
- 1914: von Brilon Wald nach Korbach.
- 1917: von Altenhundem nach Birkelbach, wo Anschluss zur Bahnstrecke Erndtebrück–Bad Berleburg im Kreis Siegen-Wittgenstein bestand.

Auch der Arnsberger Stadtteil Neheim-Hüsten wurde Bahnknotenpunkt, sowohl für den Personen- als auch für den Güterverkehr:
von hier führte die AG Ruhr-Lippe-Kleinbahnen 1898 eine Schmalspurbahn nach Soest und 1907 eine weitere dreischienige Linie, parallel zur Hauptbahn im Ruhrtal, nach Arnsberg. Obwohl der Personenbetrieb mittlerweile eingestellt ist, dient die Strecke nach wie vor dem Güterverkehr. Die dritte Kleinbahnstrecke von Neheim-Hüsten wurde im Jahre 1900 durch die Westdeutsche Eisenbahn-Gesellschaft im Röhrtal nach Sundern geführt. Sie war entscheidend für die dortige industrielle Entwicklung und wird heute nur noch sporadisch für den Güterverkehr genutzt. Überlegungen, den Personennahverkehr wieder aufzunehmen, scheiterten an einer negativen Einschätzung der „Integrierten Gesamtverkehrsplanung“ der NRW-Landesregierung.
Im Osten der Winterberger Hochfläche führte ab 1902 eine weitere Schmalspurbahn von Steinhelle zur Stadt Medebach und überwand die Höhendifferenz von mehr als 300 m mittels zweier Spitzkehren.
Auch die Westfälische Landes-Eisenbahn GmbH war mit der 1898 eröffneten Strecke von Belecke nach Brilon Stadt vertreten.
Zusätzlich erschlossen im 19. und frühen 20. Jahrhundert einige Werksbahnen – etwa im Westen die Strecke zwischen dem Ramsbecker Erzrevier und der Hauptstrecke der heutigen Ruhrtalbahn und im Osten die Rhene-Diemeltalbahn das Gebiet. Letztgenannte diente ebenfalls dem Erztransport.

### Autobahnen
Die Autobahnen im Kreisgebiet sind die Bundesautobahnen 44, 46 und 445. Die A 445 verbindet die A 46 mit der Bundesautobahn 44 (Dortmund-Kassel) im Kreuz Werl und führt dann weiter nördlich in Richtung Hamm. In Richtung Arnsberg geht die A 445 direkt in die A 46 über und verläuft nun in östlicher Richtung. Es folgen die Anschlussstellen Neheim, Neheim-Süd, Hüsten, Arnsberg-Altstadt, Arnsberg-Ost, Freienohl, Wennemen, Enste, Meschede und Bestwig. Hier endet die Autobahn. Der Abschnitt Bestwig bis Nuttlar wurde am 18. November 2019 eröffnet. Ein Weiterbau über Brilon bis hin zur A 44 im Bereich des Kreuzes Wünnenberg-Haaren ist geplant. Ebenso ist ein Lückenschluss zwischen Arnsberg-Neheim und Hemer über Menden (Sauerland) geplant. Die A 44 führt durch das Gebiet der nordöstlich gelegenen Gemeinde Marsberg.

### Luftverkehr
Im Mescheder Ortsteil Schüren befindet sich der Flugplatz Meschede-Schüren, ein Flugplatz der Kategorie II. Nördlich des Arnsberger Ortsteils Voßwinkel liegt der Flugplatz Arnsberg-Menden. In der Nähe des Briloner Ortsteils Thülen, befindet sich der als Sonderlandeplatz klassifizierte Flugplatz Brilon/Hochsauerland. Der Flugplatz Schmallenberg-Rennefeld liegt, rund vier Kilometer, nordwestlich von Schmallenberg.
Der Hochsauerlandkreis ist am Flughafen Paderborn/Lippstadt beteiligt.

## Partnerschaften
- Landkreis Olesno/Polen
- Region Megiddo/Israel
- West Lothian/Schottland

## Kfz-Kennzeichen
Bei der Bildung des neuen Kreises wurde diesem mit Wirkung vom 1. Januar 1975 das Unterscheidungszeichen MES zugeteilt. Dieses war bereits seit dem 1. Juli 1956 für den Landkreis Meschede gültig. Am 12. Februar 1979 wurde es vom bis heute gültigen Unterscheidungszeichen HSK abgelöst.
Bis in die 1990er Jahre erhielten Fahrzeuge aus den Altkreisen besondere Erkennungsnummern:
| Gebiet            | Buchstaben | Zahlen        |
| ----------------- | ---------- | ------------- |
| Altkreis Meschede | A bis Z    | 1 bis 999     |
| Altkreis Meschede | AA bis ZZ  | 1 bis 99      |
| Altkreis Brilon   | AA bis ZZ  | 100 bis 999   |
| Altkreis Arnsberg | A bis Z    | 1000 bis 9999 |

Die früheren Unterscheidungskennzeichen BRI (Altkreis Brilon), AR (Altkreis Arnsberg) und MES (Altkreis Meschede) wurden bisher nicht wieder eingeführt.

## Beteiligungen
Der Kreis ist Gesellschafter der PD – Berater der öffentlichen Hand.